# いしかり (フェリー・3代)
いしかり（ISHIKARI）は、太平洋フェリーが運航するフェリー。太平洋フェリーの同名の船としては3代目。2011年に就航し、現在も就航中である。

## 概要
先代のいしかりの代船として建造された。全長は巨大船に該当しない限度一杯の199.9mとされている。先に建造されたきその準同型船で、推進システムについては基本的に前船を踏襲しているが、主機が直列9気筒からV型16気筒へ変更され、振動、騒音がより軽減された。前船で採用された主機関の防振支持、後部船室の浮床構造も継承されており、基本設計段階での振動解析を受けた構造部材の配置により、快適性の向上が図られている。また、航路の特性上、昼間の時間帯も航行することから、可能な限り船室を海側に配置し、展望を確保している。
本船は2011年3月8日に引き渡しを受け、3月13日の苫小牧発の便から就航予定であったが、大阪港、名古屋港に続いて実施された東京港での内覧会中に東北地方太平洋沖地震に遭遇、本船に被害はなかったものの、仙台フェリーターミナルが津波により被災したため就航が延期となり、その後、暫定運航が開始されたことで、2011年3月25日に就航した。
海事プレス社の雑誌『クルーズ』誌上で選出される「クルーズシップ・オブ・ザ・イヤー」のフェリー部門賞を2011年より連続受賞中（2代いしかり、2代きそに続き、同社所有船は開始以来この部門賞では他者には譲っていない）。

## 船内
太平洋フェリー所有の各船はデザインコンセプトが定められているが、本船は「エーゲ海の輝き」をデザインコンセプトとしており、船内は青と白を基調としたデザインとなっている。船室には、エーゲ海の島々の名前がつけられており、船内に配置された美術品もギリシアに関連するものとなっている。
先代と比較して個室が大幅に増やされ、B寝台の階段を互い違いに配置するなど、プライベートスペースの確保を重視した作りとなっている。また、バリアフリー対応として、1等洋室、S寝台に車椅子対応の客室が設けられ、船内の廊下等も車椅子での利用を前提として設計されている。バリアフリー対応エレベーターの設置により、車両甲板から客室、公室、遊歩甲板までフラットに移動可能で、車椅子対応多目的トイレも設置されている。

### 客室
スイートルームの船客には、レストランの食事券がサービスされる。スイートルームおよび特等は、バス・シャワートイレ付き、1等はシャワー・トイレ付きとなる。個室、S寝台にはテレビが設置されている。
- ロイヤルスイートルーム - 6デッキ1室
- スイートルーム- 6デッキ1室
- セミスイートルーム- 6デッキ2室
- 特等（洋室） - 6・7デッキ各26室
- 特等（和室） - 7デッキ8室
- 1等（和洋室） - 5デッキ24室
- 1等（洋室） - 5デッキ バリアフリー2室、6・7デッキ インサイド各12室
- 1等（和室） - 5デッキ8室
- S寝台 - 1段ベッド、一部バリアフリー対応（5デッキ10室）
- B寝台 - 上下完全セパレート型2段ベッド（5デッキ6室）
- 2等（和室） - 7デッキ4室
- ドライバールーム（洋室） - 5デッキ10室

### 公室
6デッキ
- レストラン「サントリーニ」 - 289席 - バイキング形式で朝食、昼食、夕食を提供
- レストラン個室「イア」
- スタンド「ヨットクラブ」 - 軽食を提供
- シアターラウンジ「ミコノス」
- 展望通路「プロムナード」
- ピアノステージ
- グリーンステージ

5デッキ

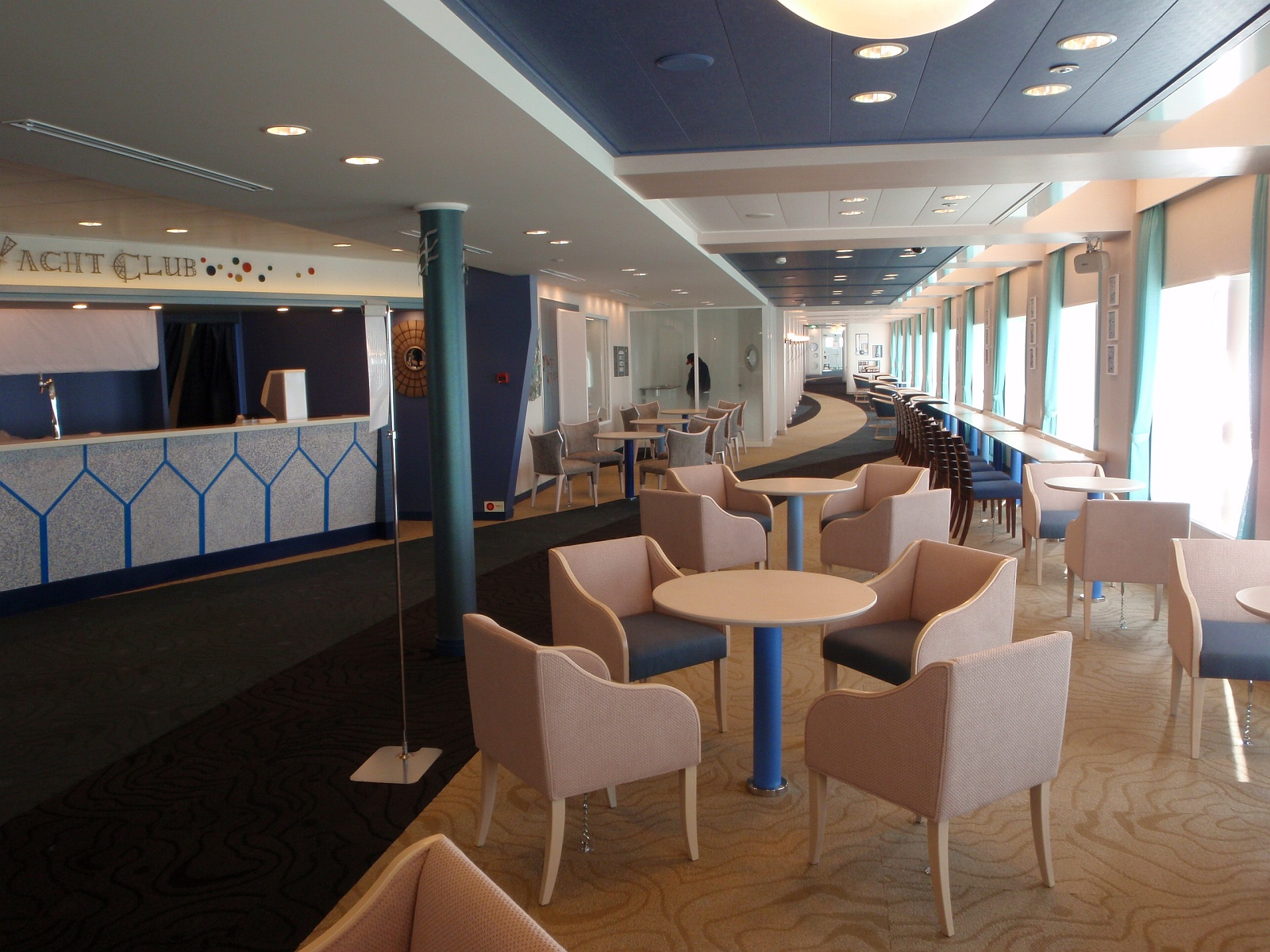
エントランス - 三層吹き抜け構造、日本国内のフェリーでは初となる展望エレベーターを設置
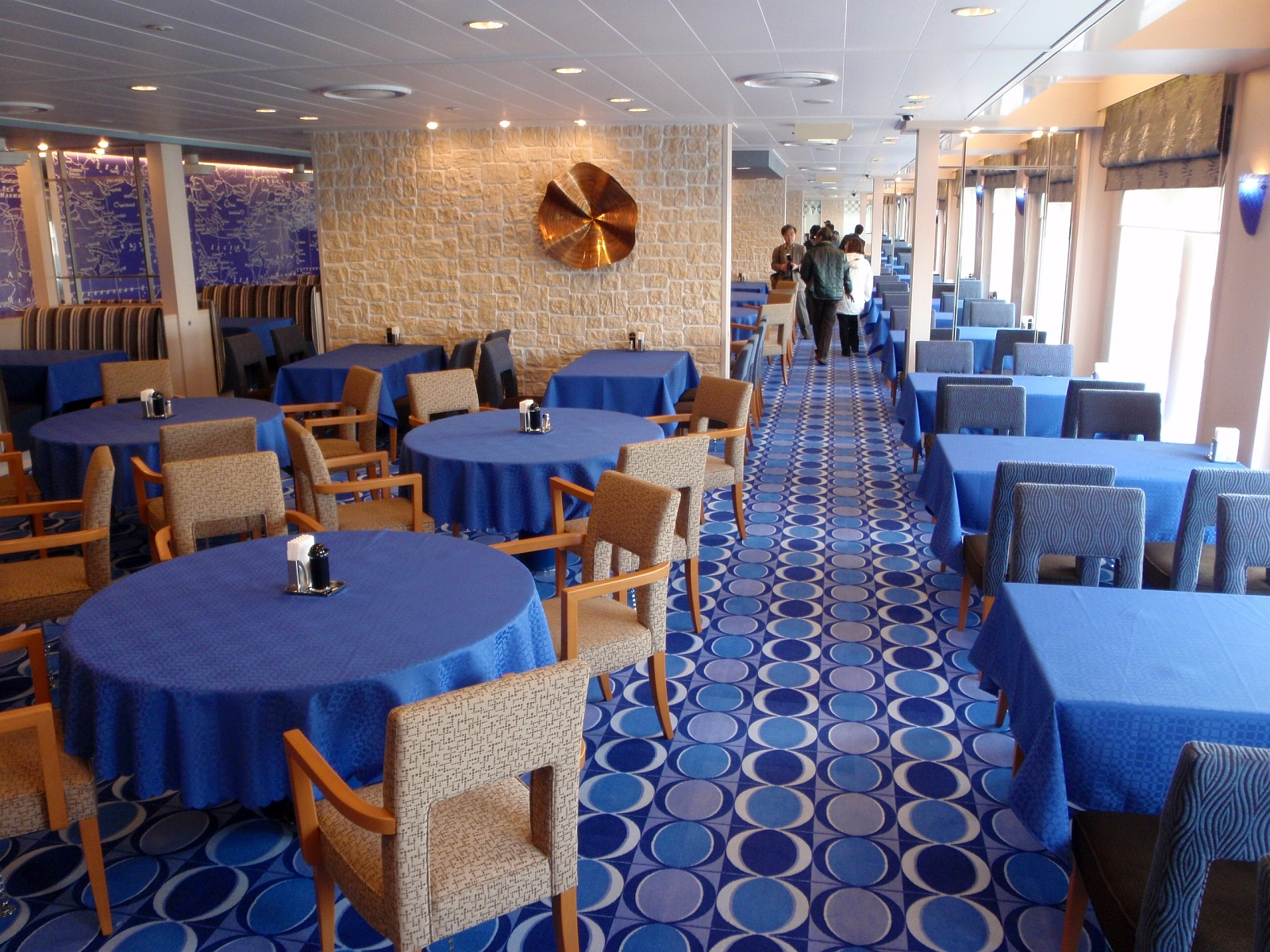
インフォメーション
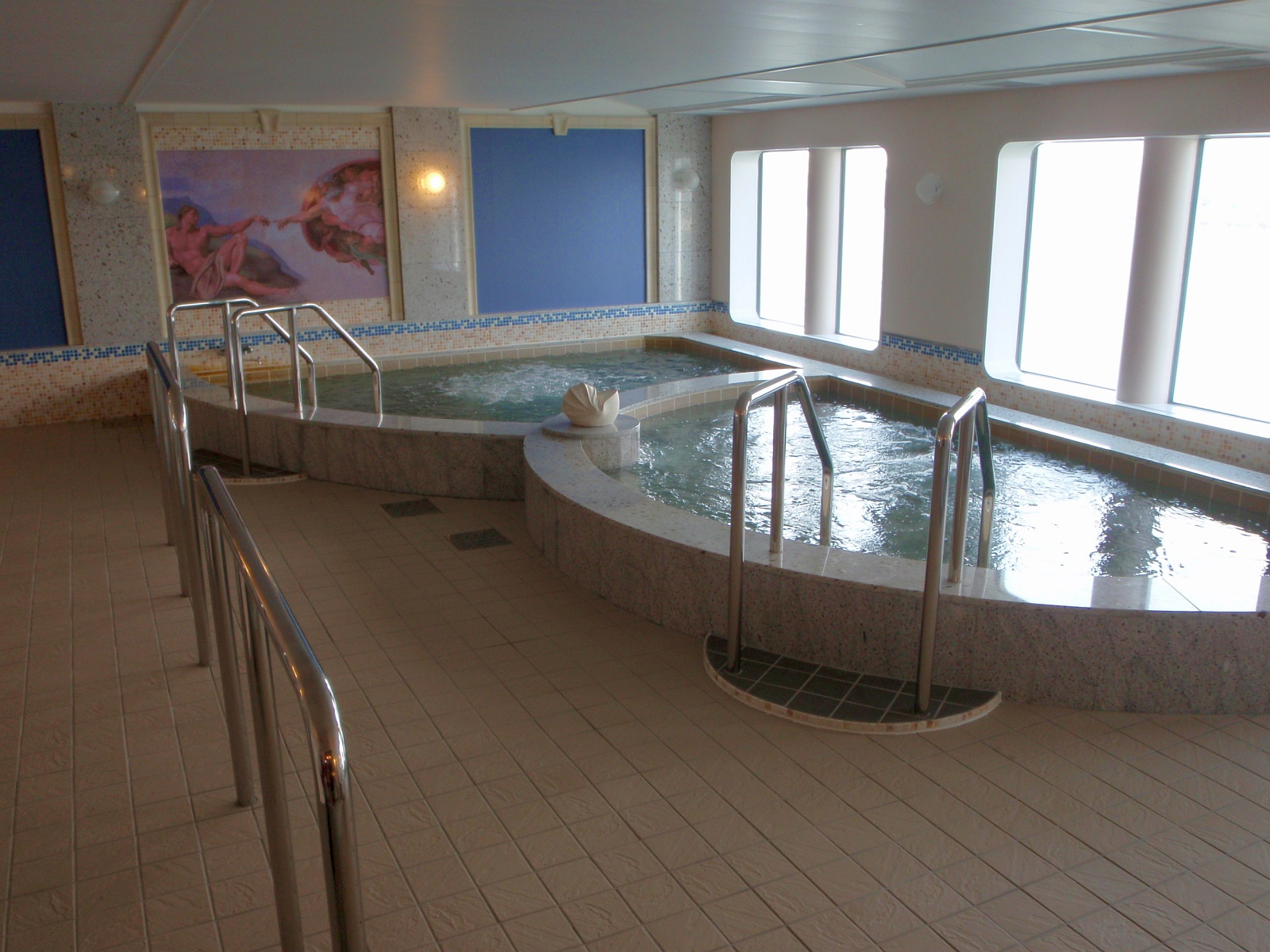
ショップコーナー
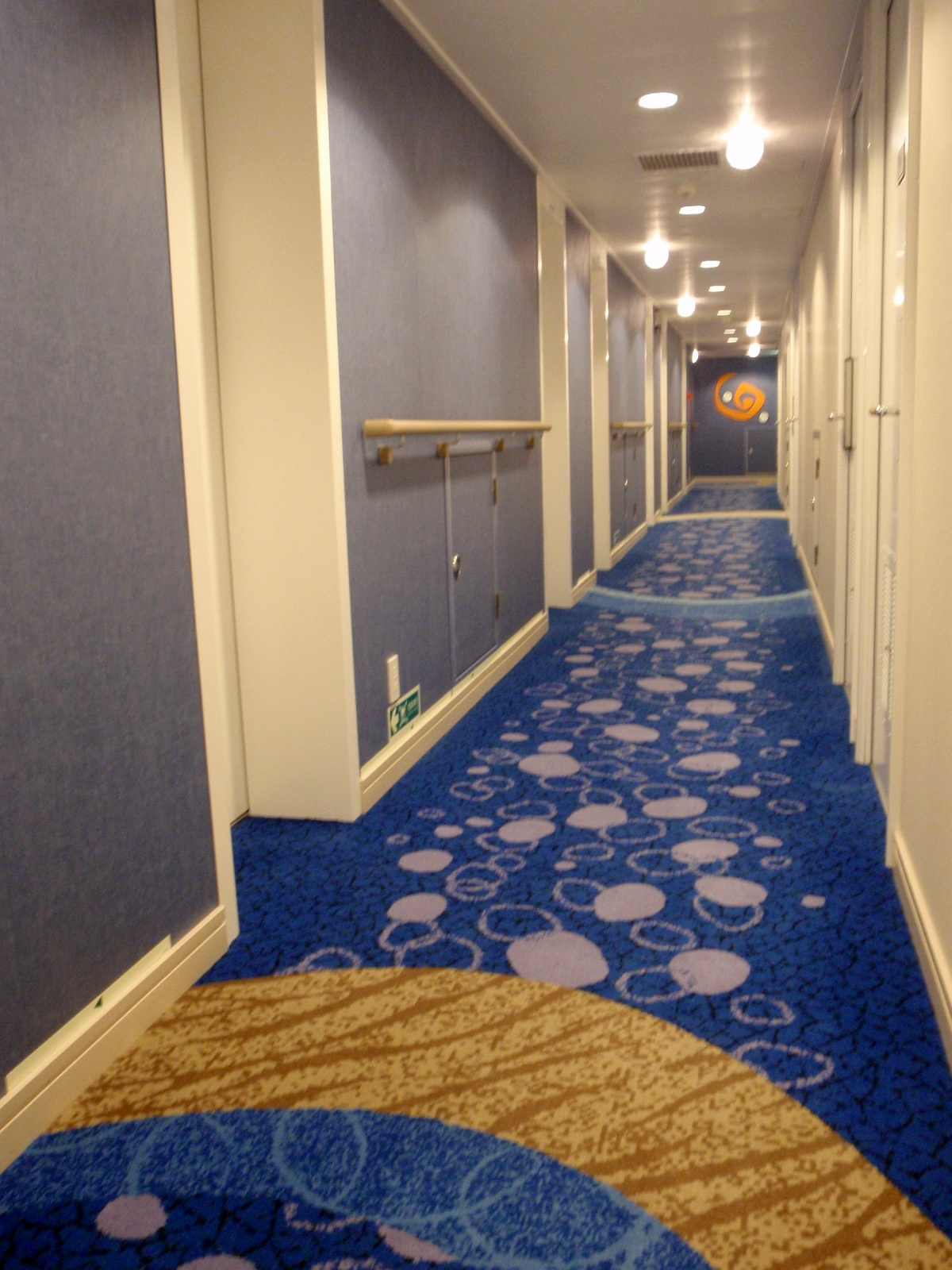
カラオケルーム
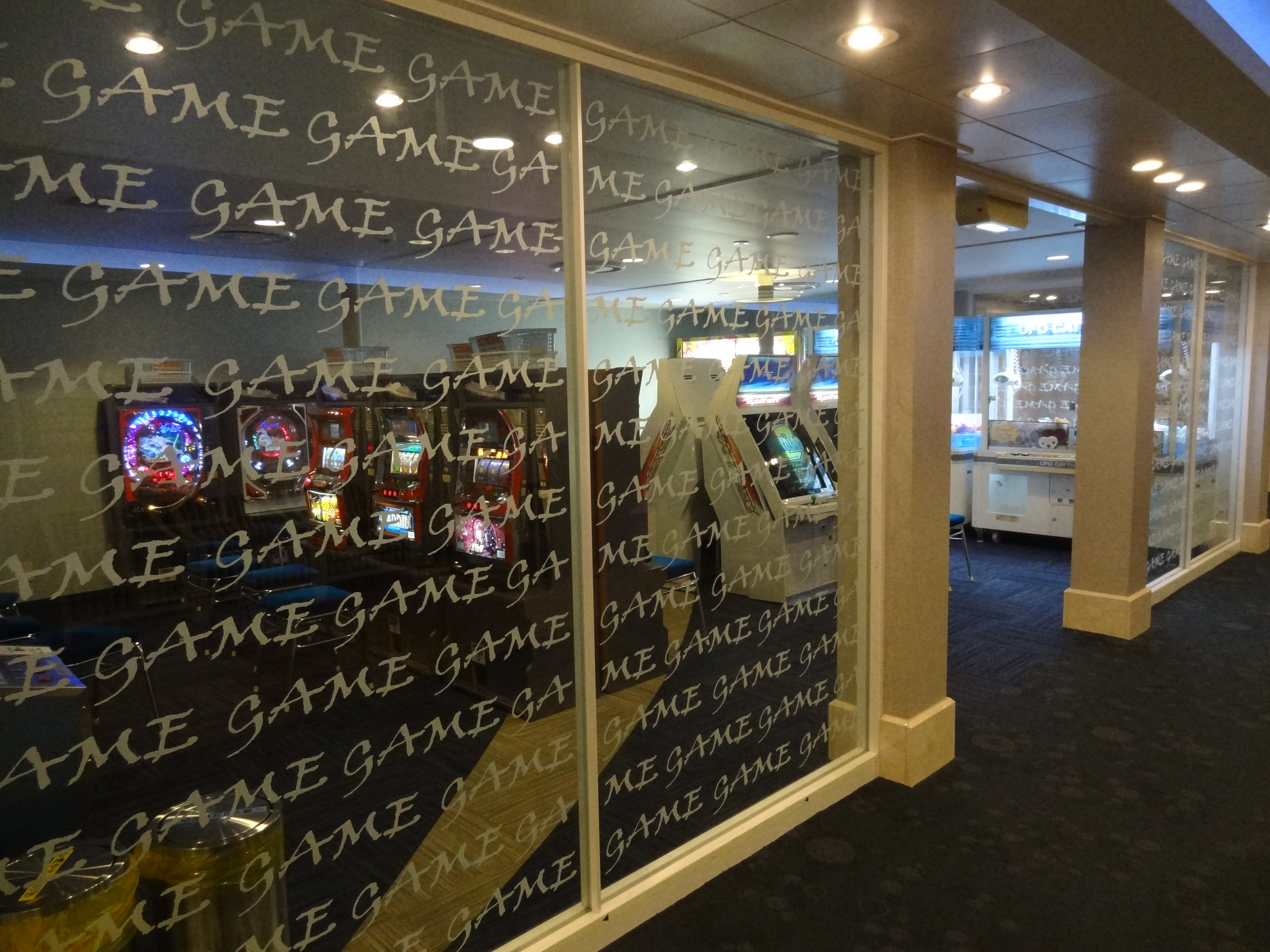
休憩室「リラクゼーションコーナー」
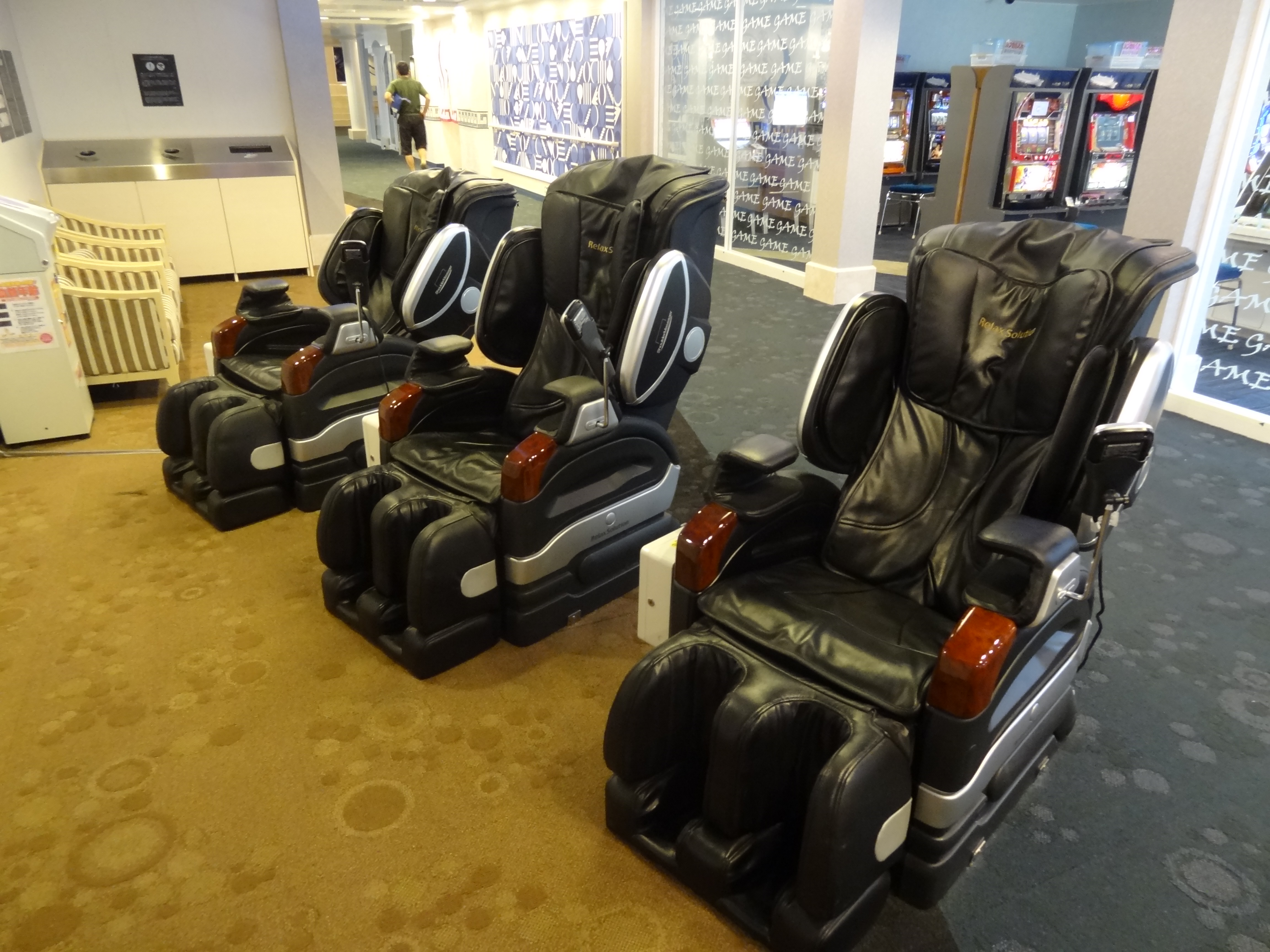
キッズルーム
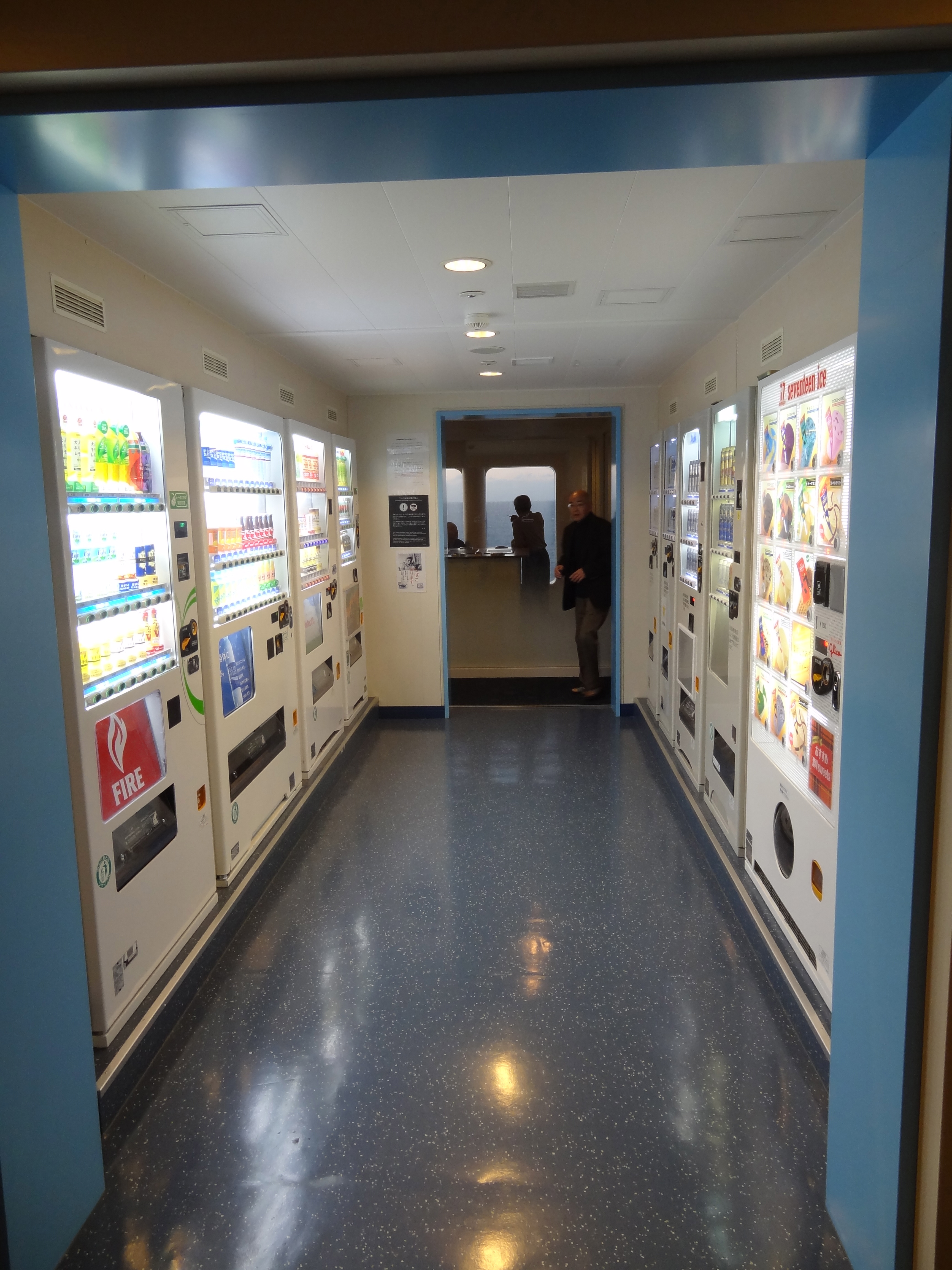
展望浴室
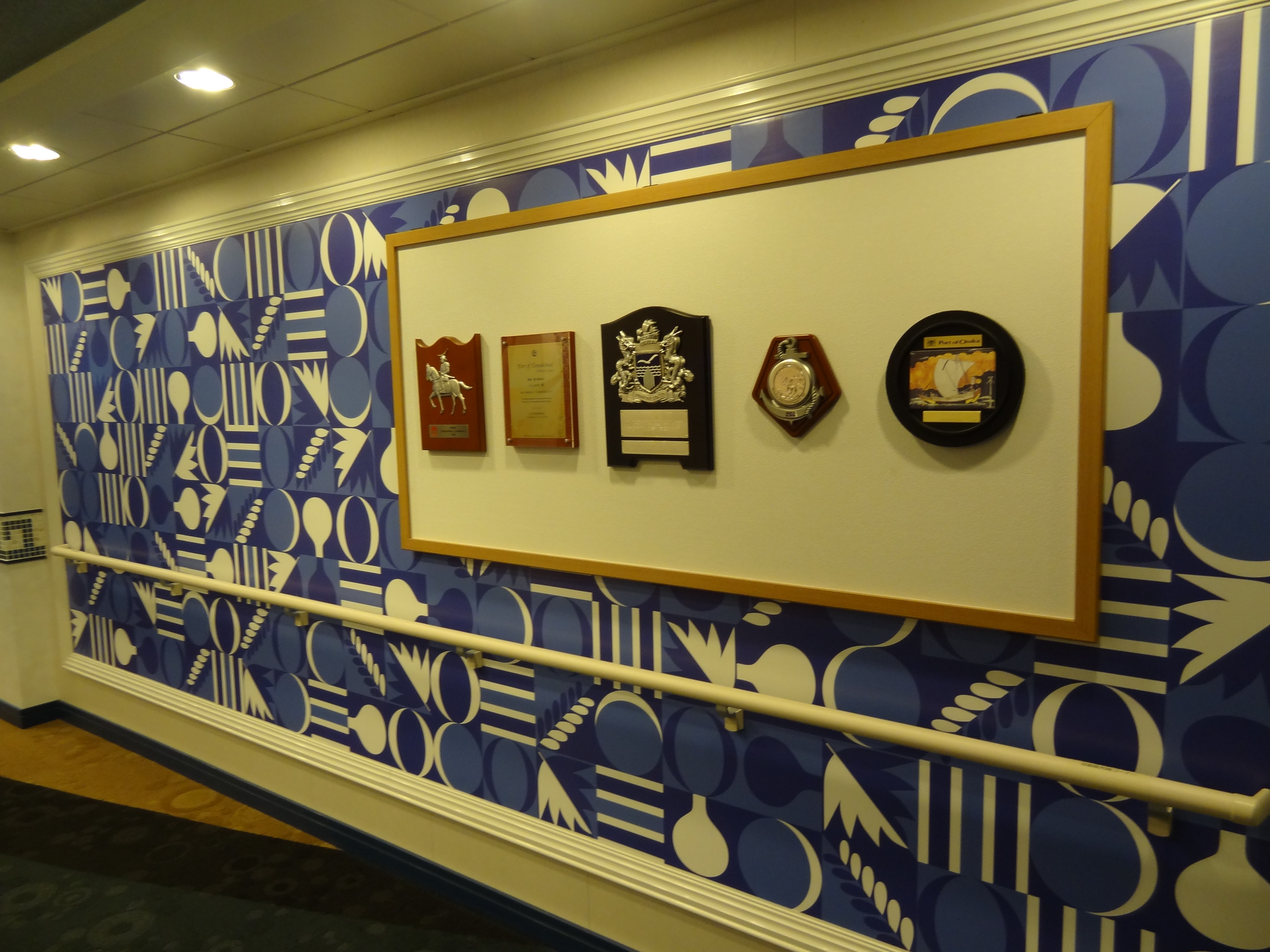
ゲームコーナー
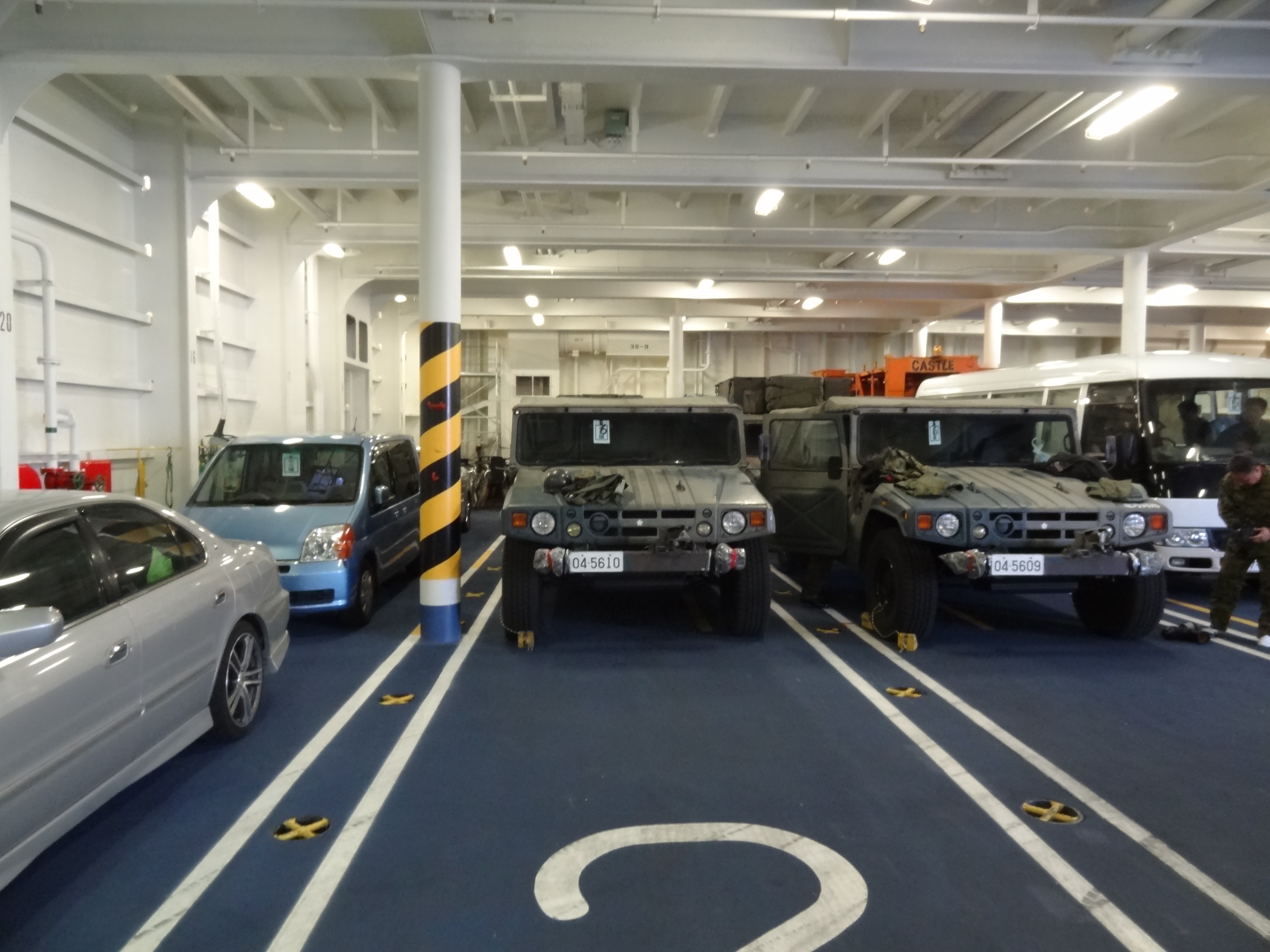
マッサージ機コーナー
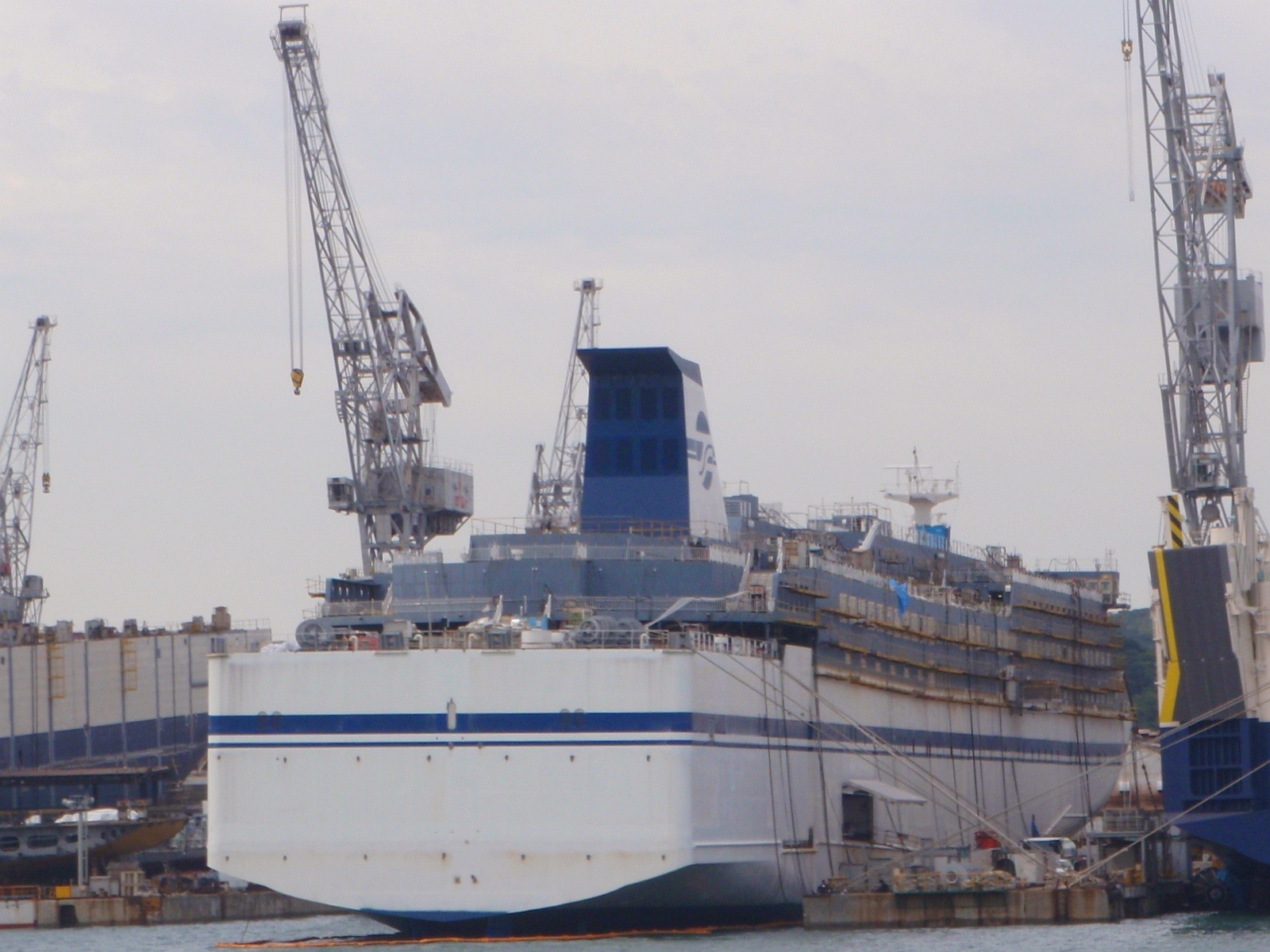
ドライバー浴室
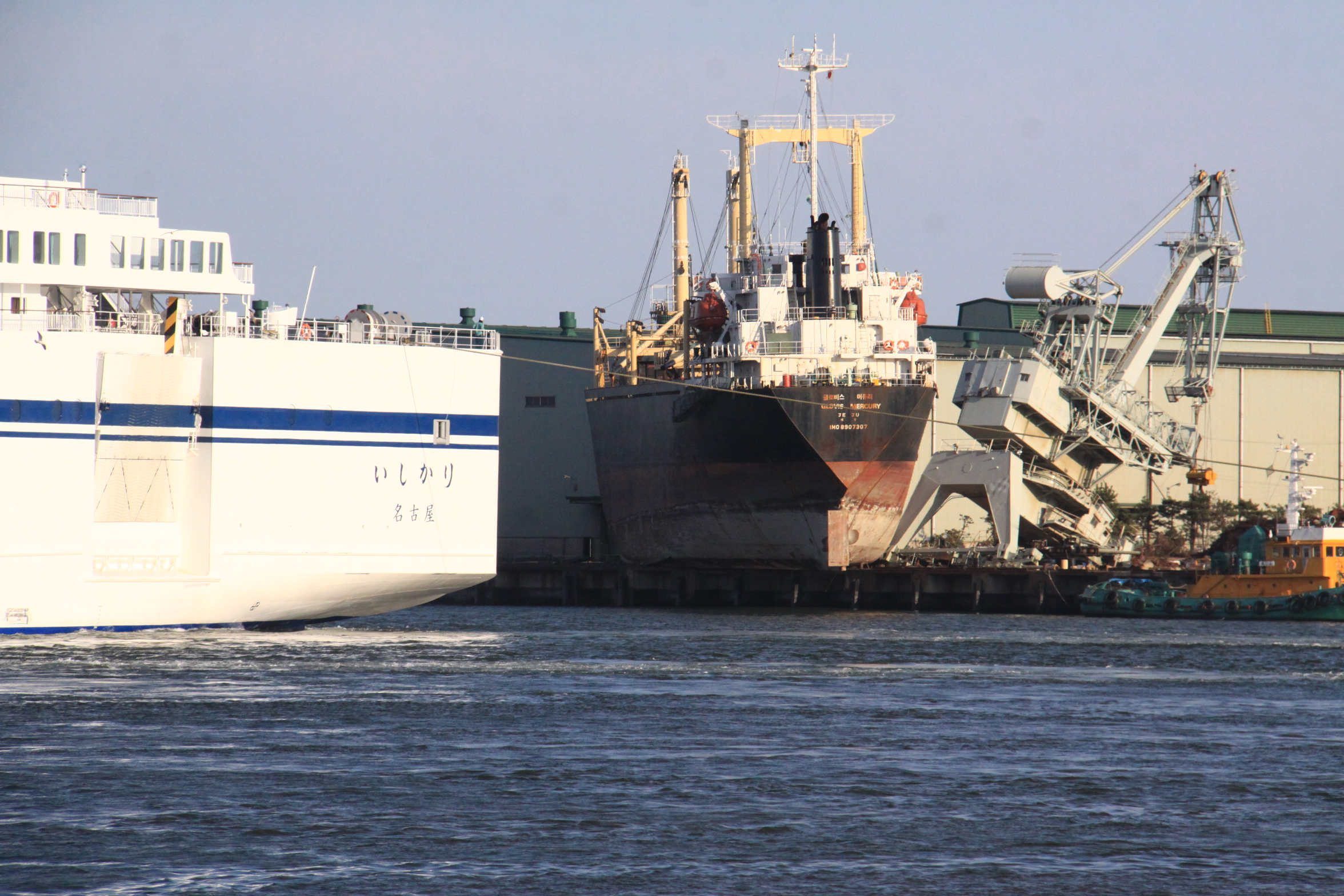
ドライバーサロン

## ギャラリー

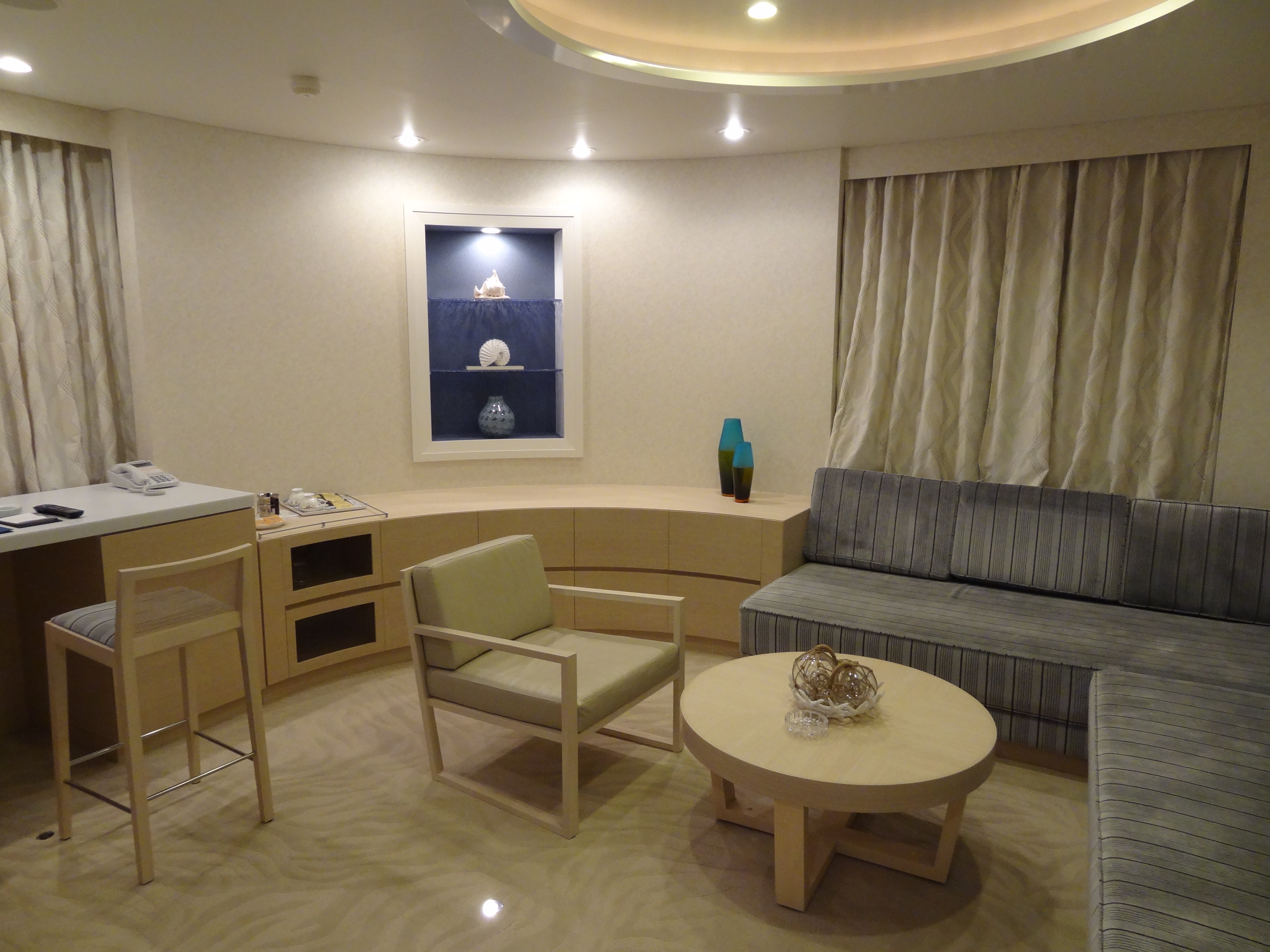
ロイヤルスイート （リビング）
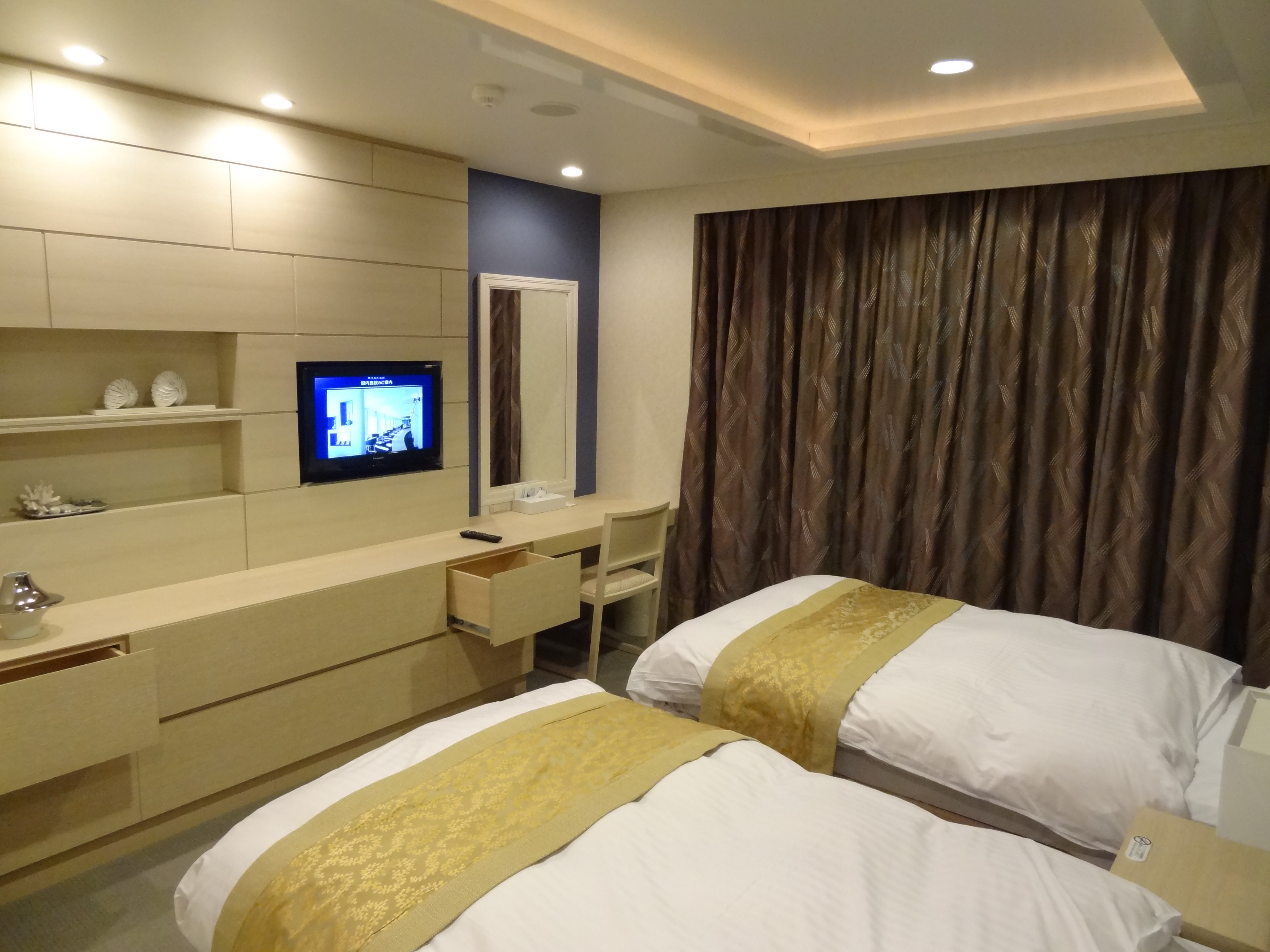
ロイヤルスイート （寝室）
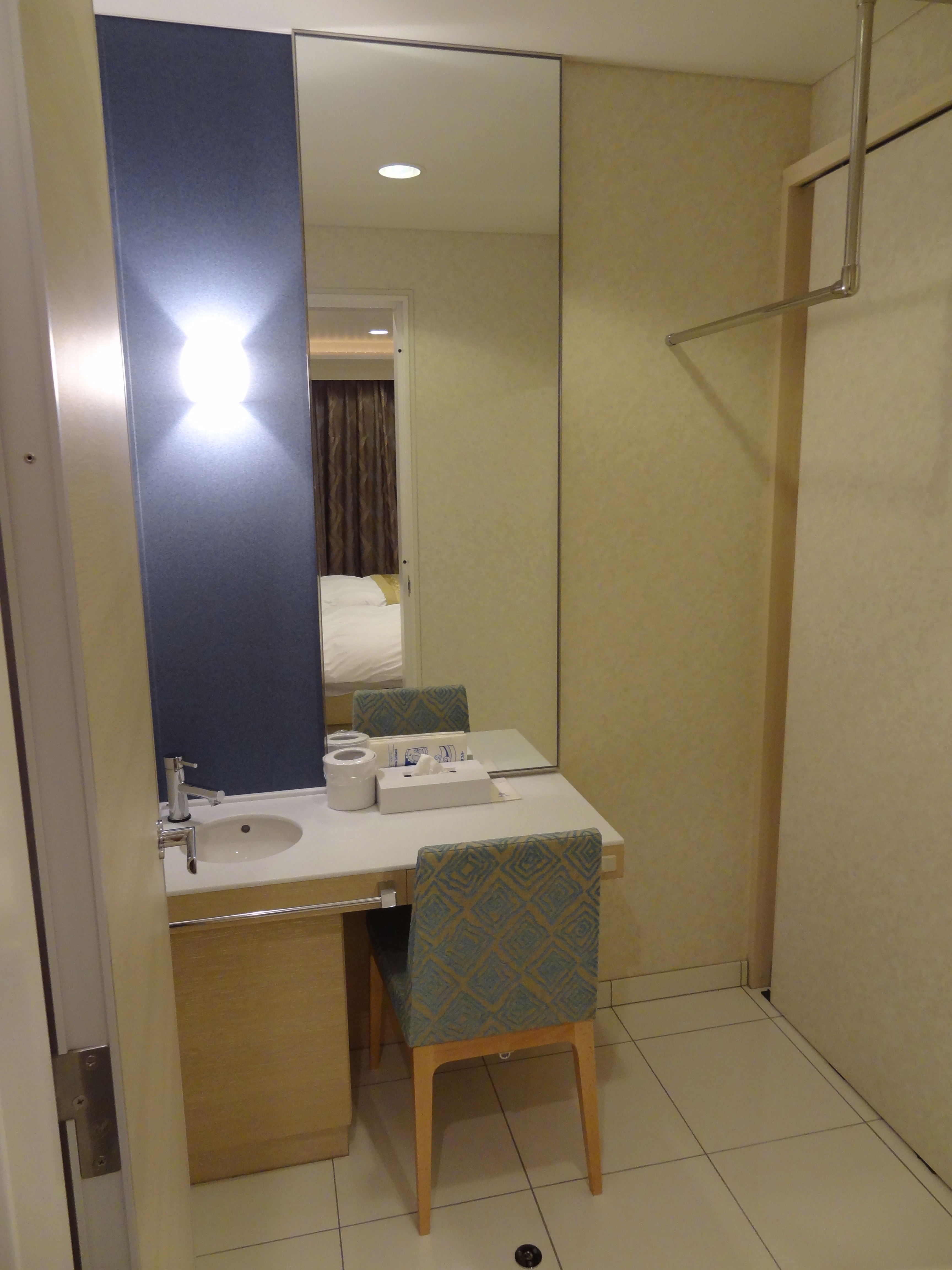
ロイヤルスイート （パウダールーム）
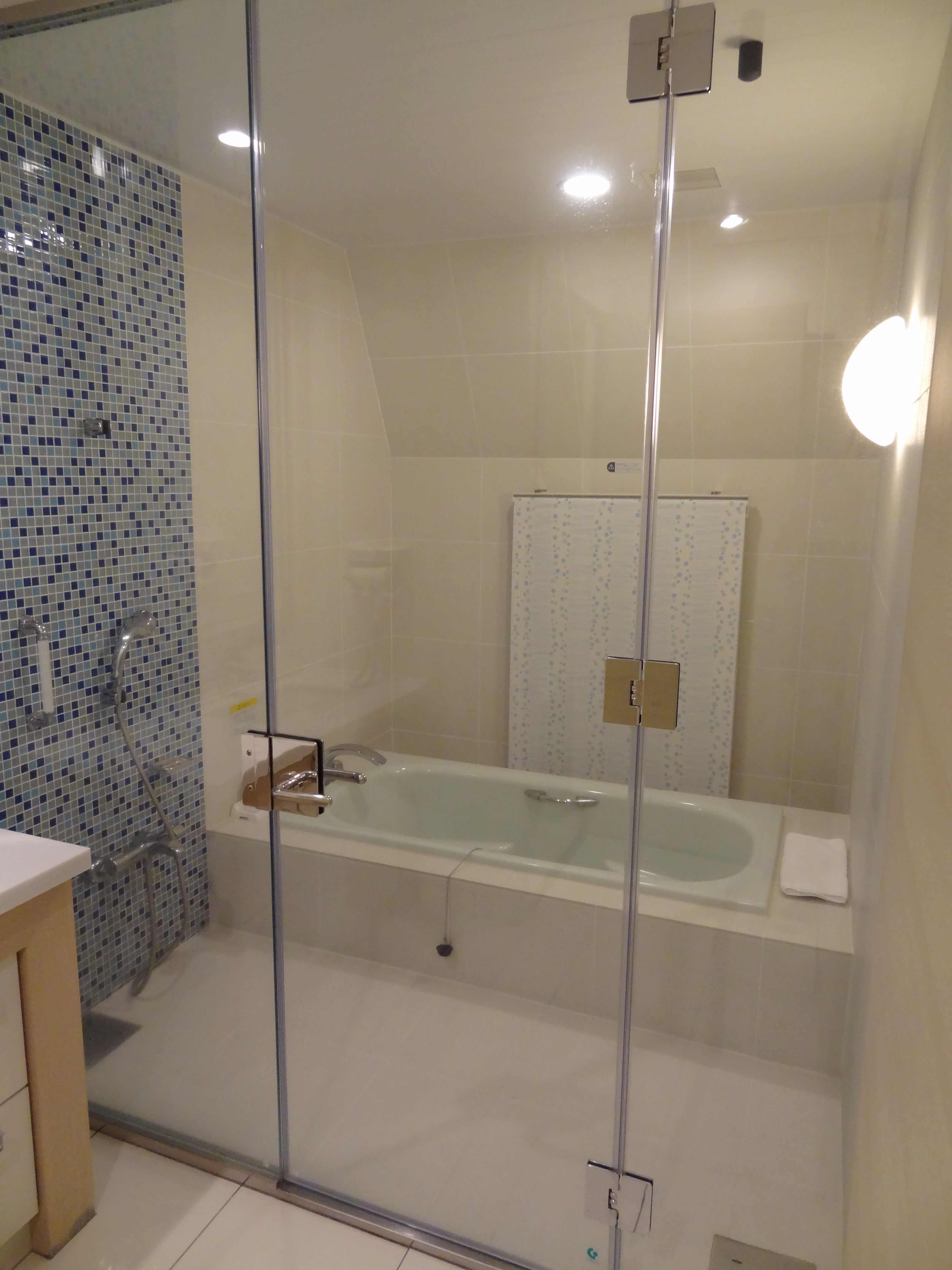
ロイヤルスイート （浴室）
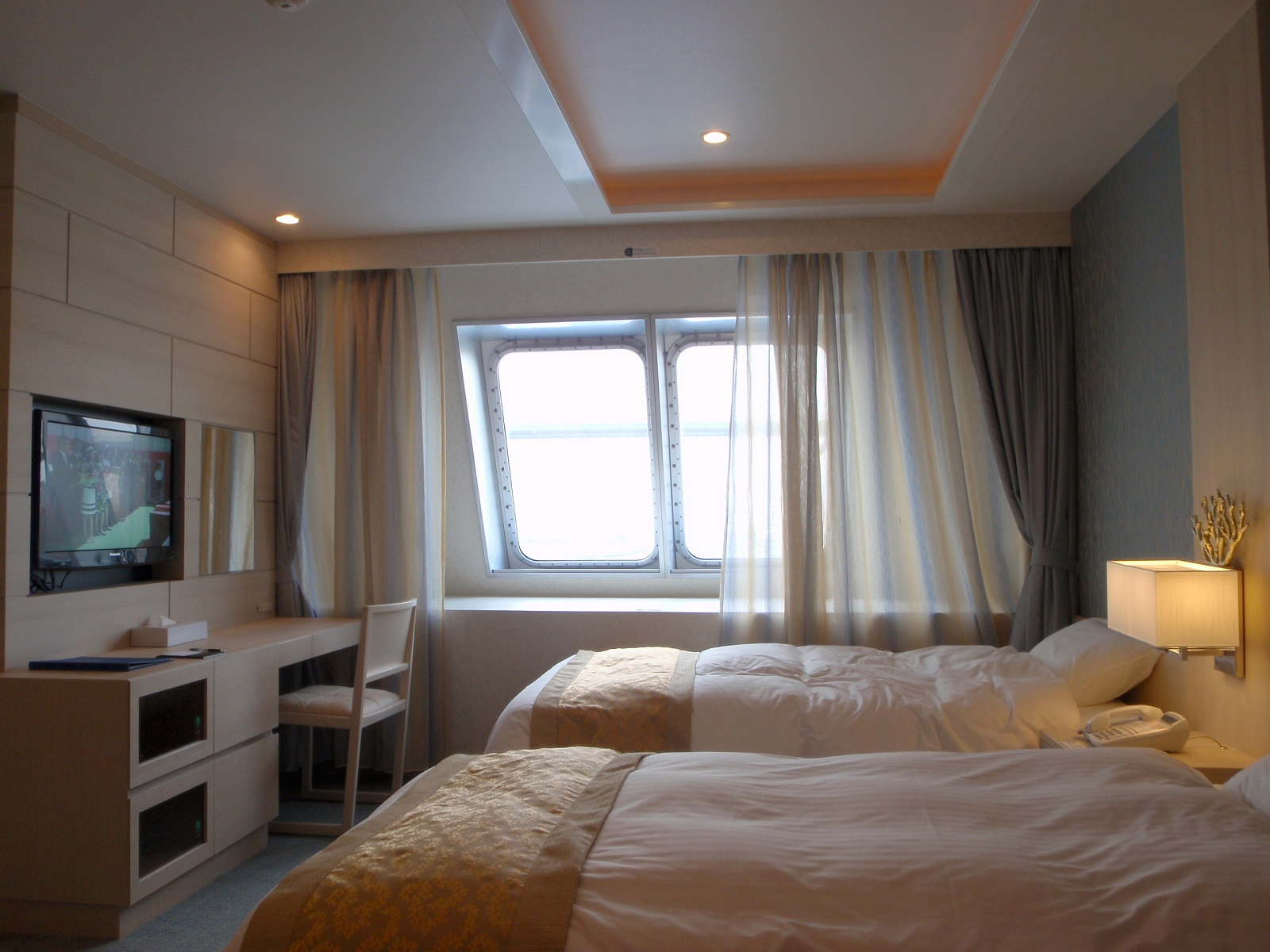
セミスイート （寝室）
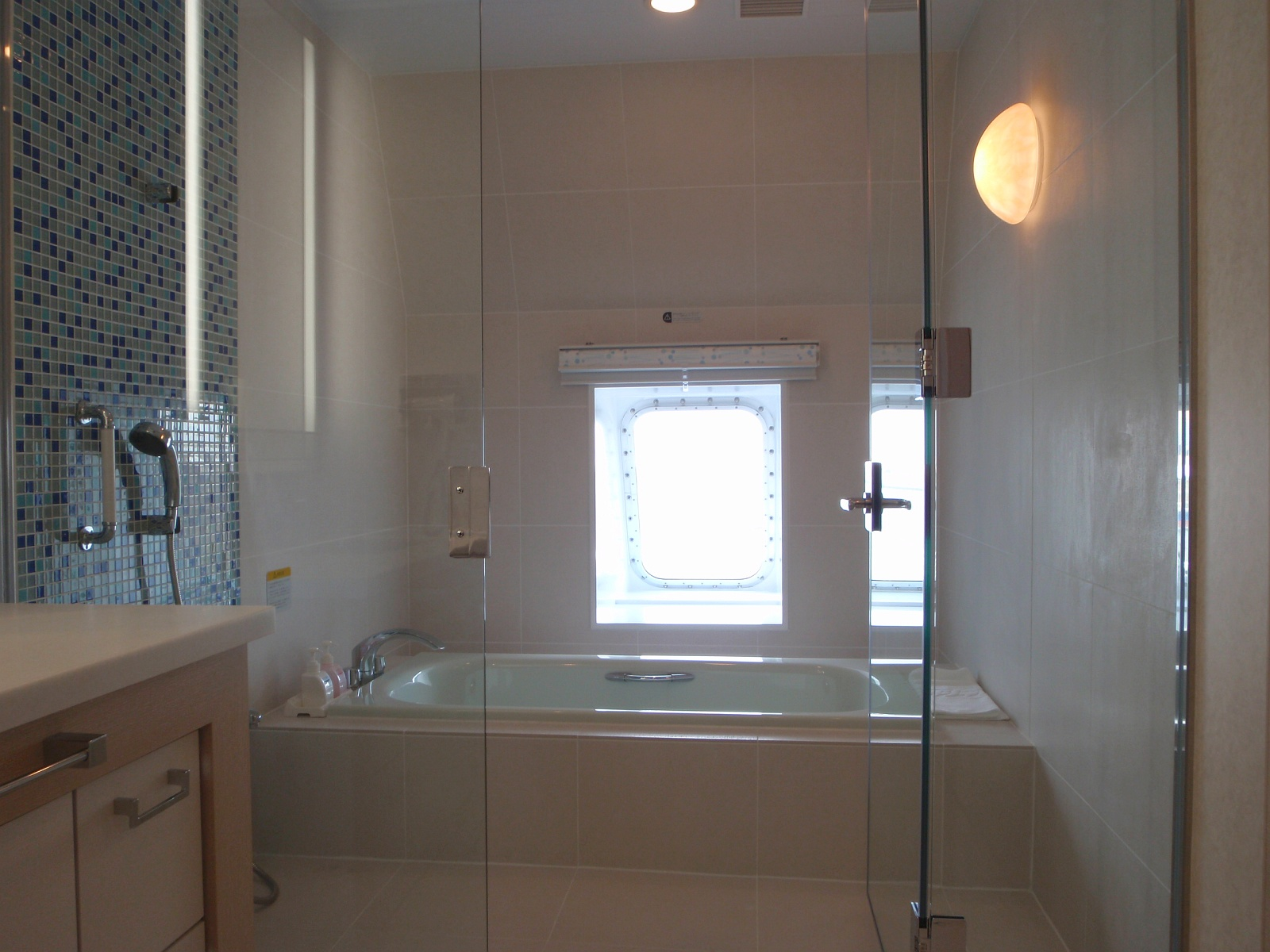
セミスイート （浴室）
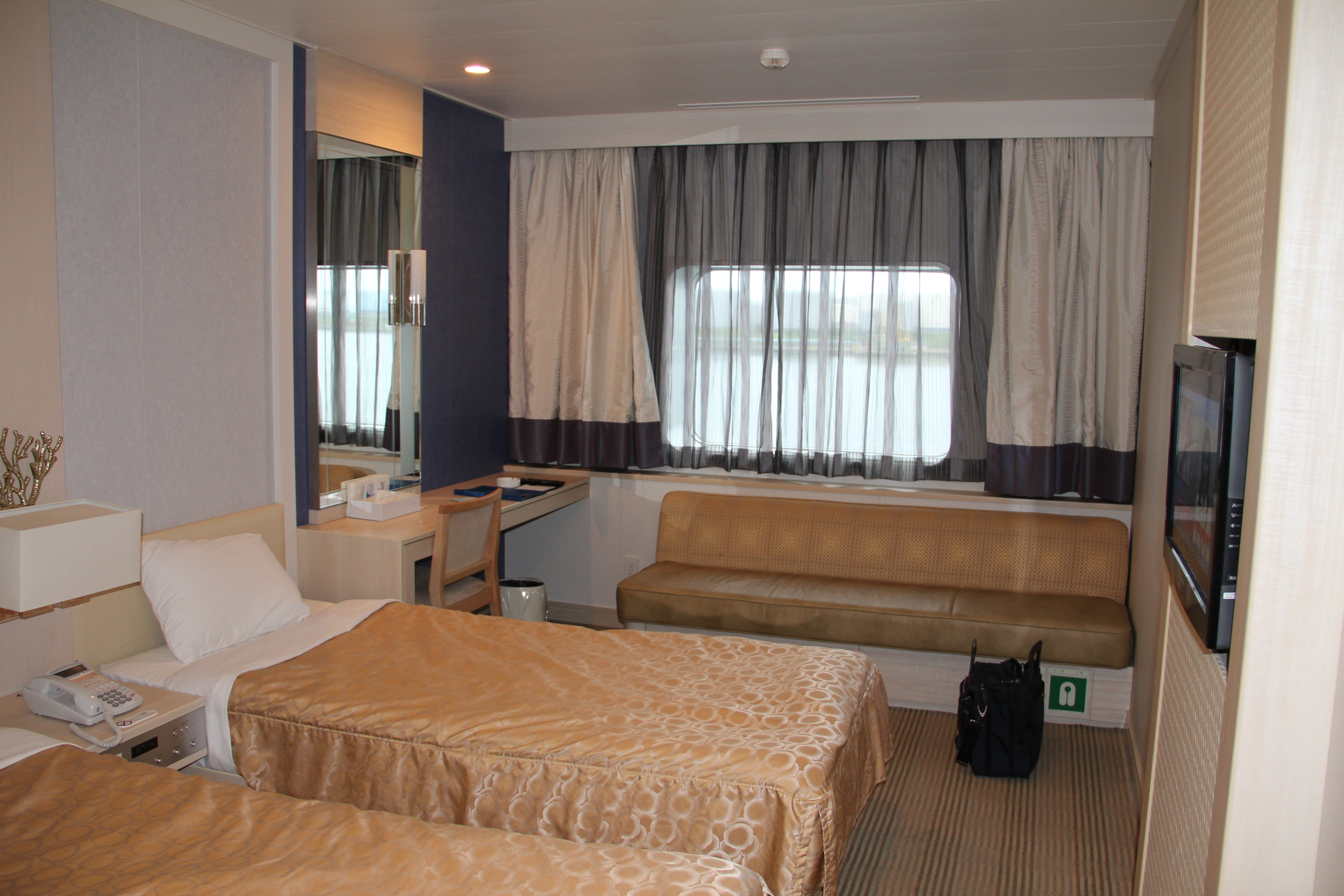
特等洋室
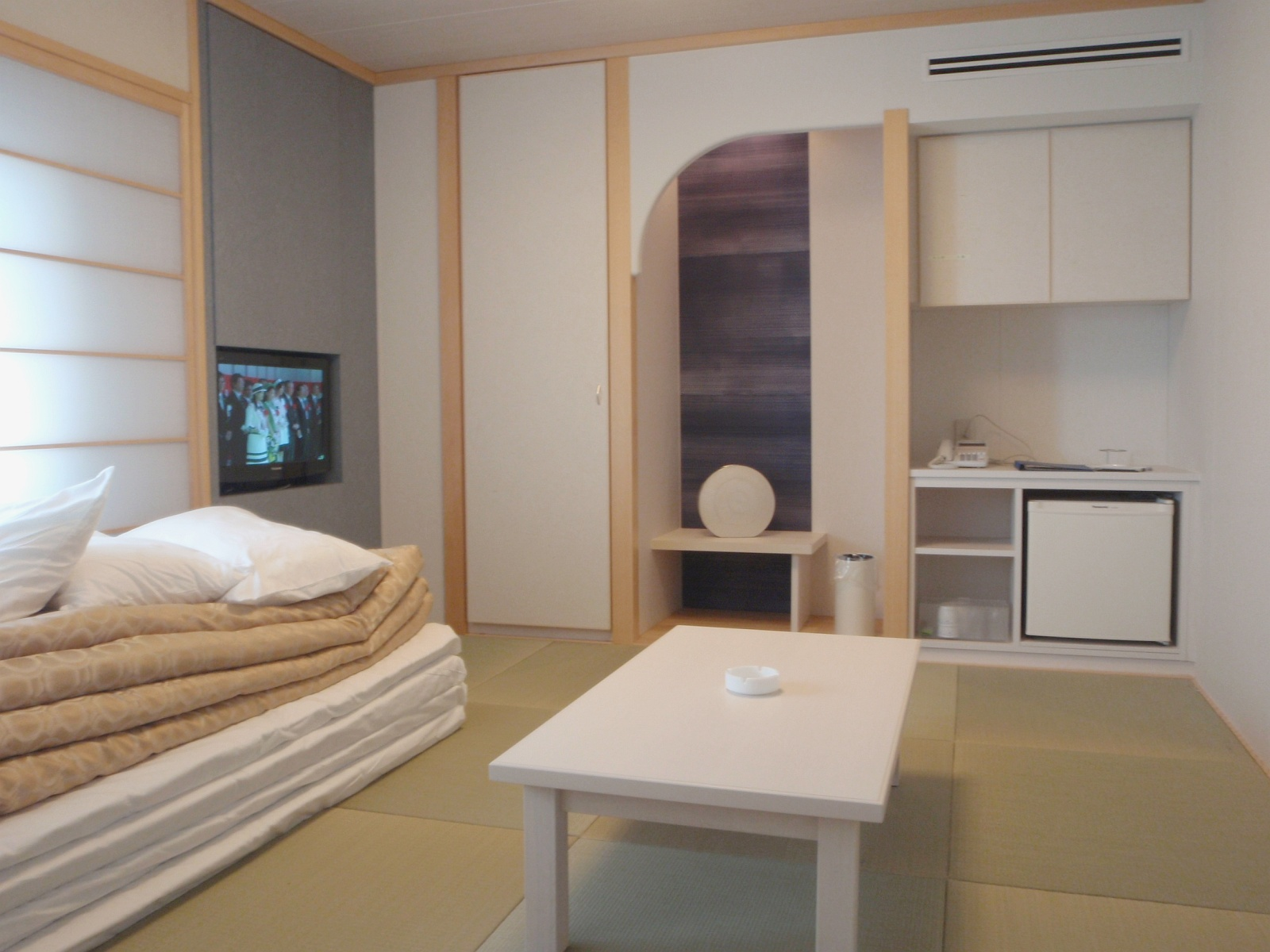
特等和室
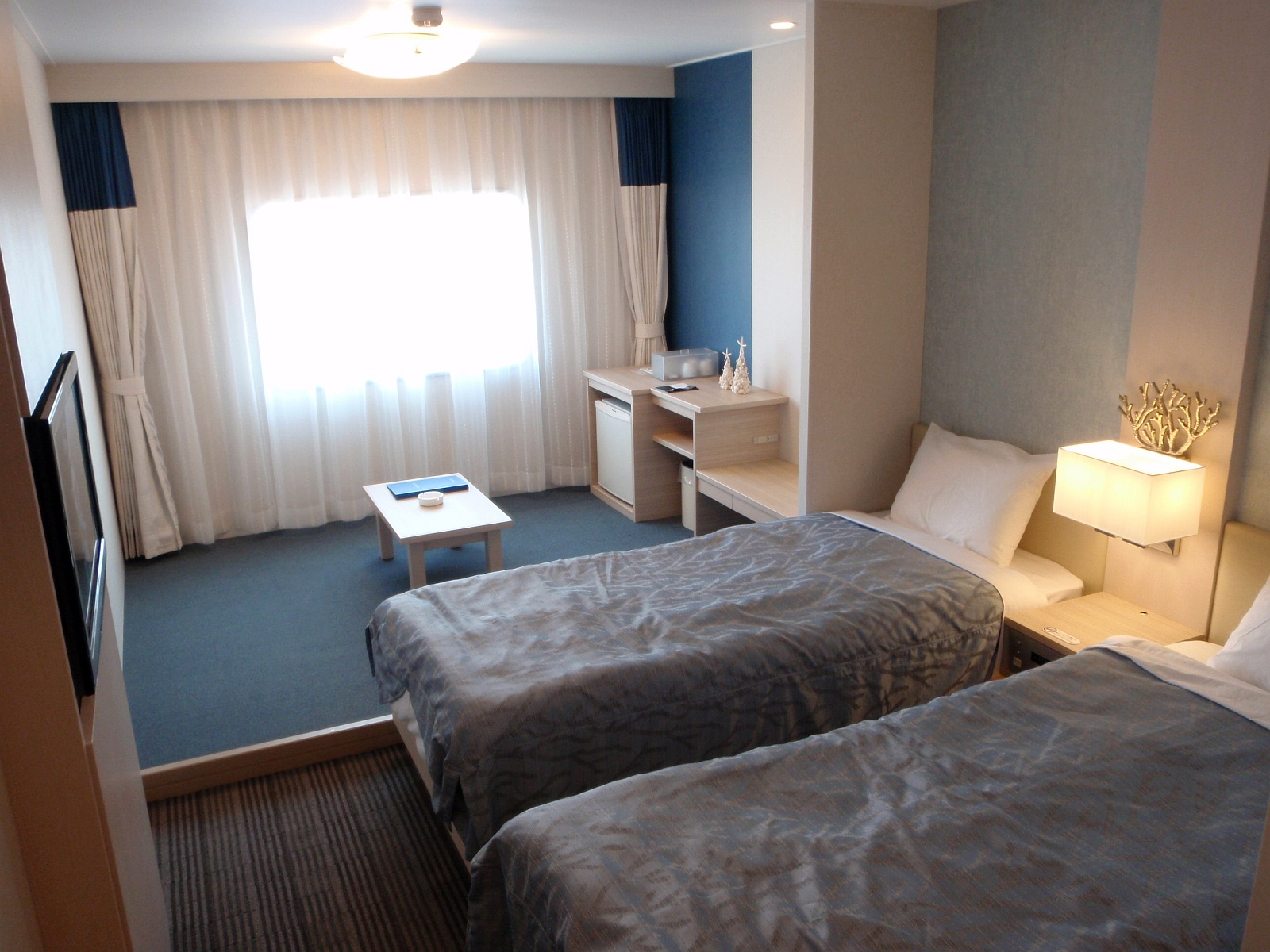
1等和洋室
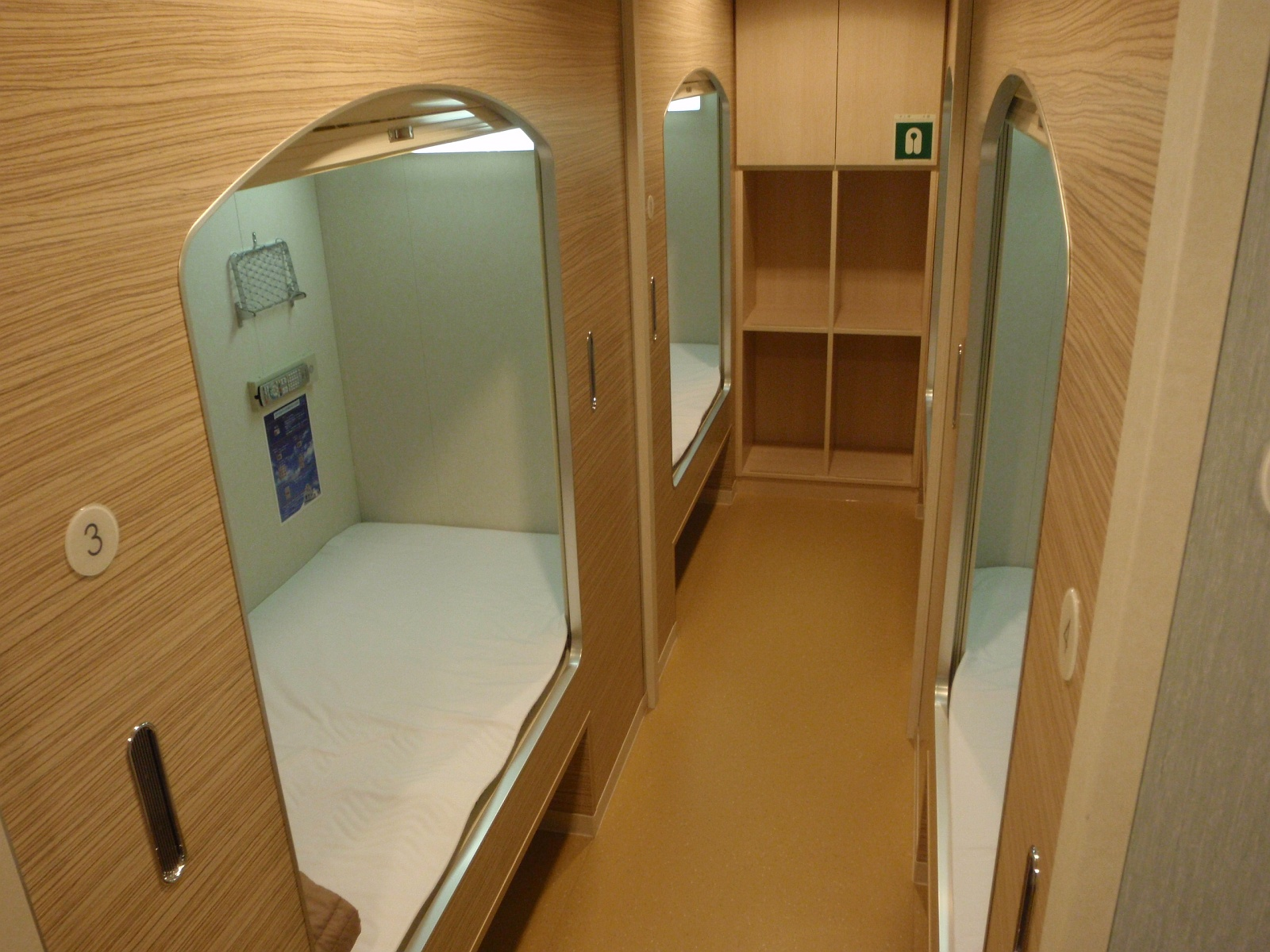
S寝台
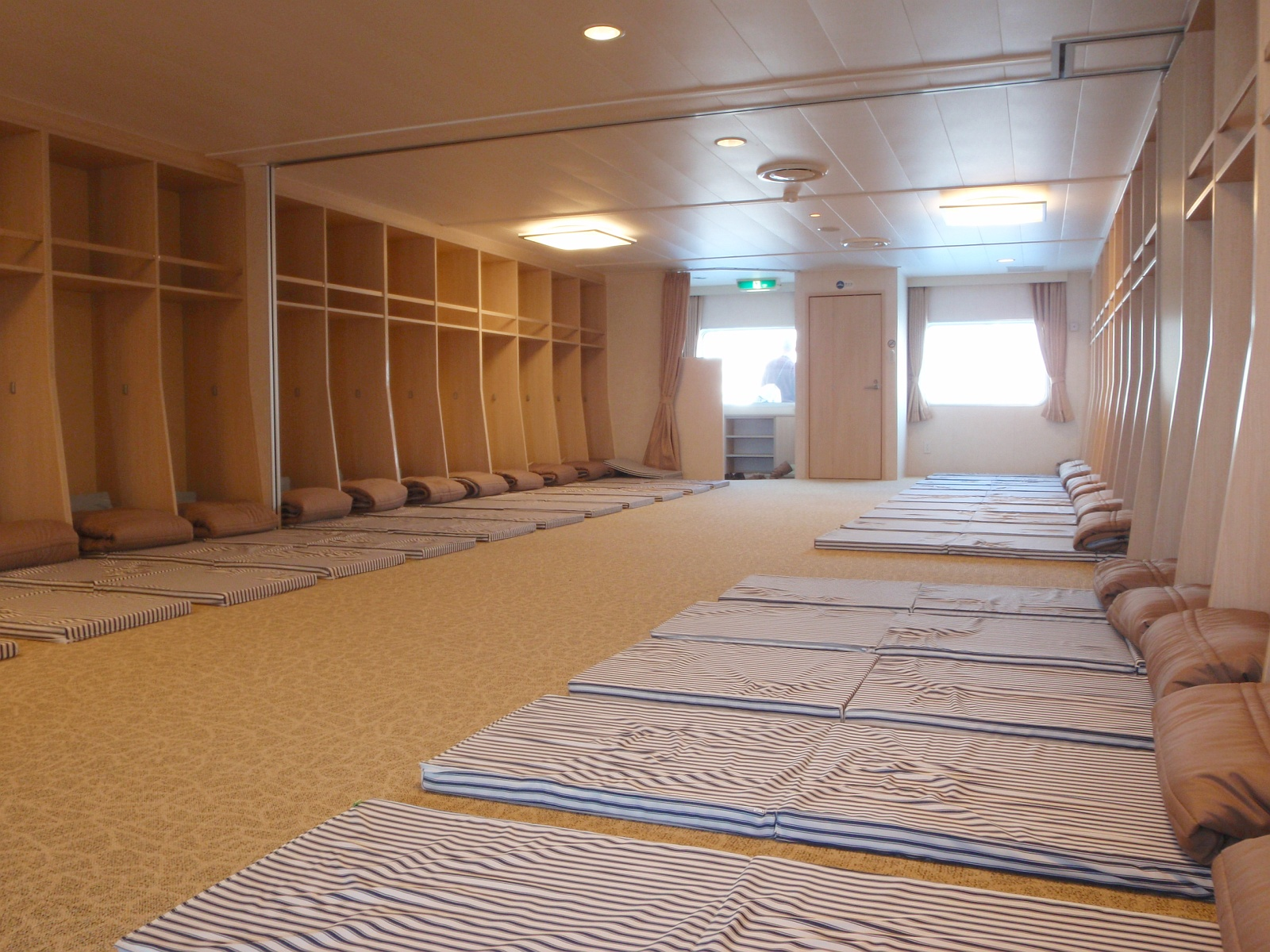
2等

- プロムナード
- レストラン
- 展望大浴場（男湯）
- 客室通路
- ゲームコーナー
- マッサージ機コーナー
- 自販機・喫煙コーナー
- 入港記念盾
- 車両甲板（後部）
- 建造中の様子
- 出港のため回頭するいしかり。奥には津波で岸壁に乗り上げた貨物船が見える（2011年4月25日）